# Festival du film d'Austin
Le Festival du film d'Austin (Austin Film Festival, AFF), fondé en 1994, est une organisation d'Austin, au Texas, qui se concentre sur les contributions créatives des scénaristes au cinéma. 
Initialement, l'AFF s'appelait Heart of Film Screenwriters Conference et avait pour fonction de lancer la carrière des scénaristes, qui étaient historiquement sous-représentés dans l'industrie cinématographique. 

## Festival du film
Chaque mois d'octobre, l'Austin Film Festival & Conference présente un programme de longs métrages et courts métrages narratifs, animés et documentaires, dont des premières, des projections et des films indépendants. Les films mettent en valeur l'art et l'artisanat d'une narration narrative forte et les projections sont souvent accompagnées de séances de questions / réponses avec les acteurs et les cinéastes. 
Parmi les personnalités invitées au Festival figurent Joel et Ethan Coen, Ron Howard, Owen Wilson, Steven Zaillian, David Milch, Wes Anderson, Robert Duvall, Buck Henry, Dennis Hopper, Shane Black, Robert Altman, Caroline Thompson, David Chase, James Franco, Johnny Depp, John Landis, Garry Shandling, Bryan Singer, Oliver Stone, James L. Brooks, Harold Ramis, Mitchell Hurwitz, Lawrence Kasdan, Claire Danes, Barry Levinson, Russell Crowe, Sydney Pollack, Mike Judge, Buck Henry, John Lasseter, Robert Rodriguez et David Simon,. 

### Films passés
Les principaux films récents présentés lors de festivals récents incluent Inside Llewyn Davis (2013), Silver Linings Playbook (2012), The Artist (2011), The Descendants (2011), Jeff Who Lives at Home (2011), 127 Hours (2010), Black Swan (2010), Up in the Air (2009), Precious: D'après le roman Push by Sapphire (2009) et la première américaine du premier film Shotgun Stories de Jeff Nichol en 2007. 
La soirée d'ouverture du Festival du film d'Austin 2014 a présenté une projection de The Last Five Years de Richard LaGravenese avec Anna Kendrick et Jeremy Jordan. Pendant la soirée de clôture, Jon Stewart a fait ses débuts de scénariste et de réalisateur en projetant son long métrage Rosewater, avec en vedette Gael Garcia Bernal.

### Lauréats

#### Récipiendaires du prix du scénariste distingué
- 1995 : Horton Foote (Du silence et des ombres, Tendre Bonheur)
- 1996 : Bill Wittliff (Légendes d'automne, En pleine tempête)
- 1997 : Buck Henry (Le Lauréat, Catch 22)
- 1998 : Paul Schrader (Taxi Driver, Raging Bull)
- 1999 : James L. Brooks (Les Simpson, Pour le pire et pour le meilleur)
- 2000 : Paul Mazursky (Le Clochard de Beverly Hills, Une femme libre)
- 2001 : Lawrence Kasdan (Star Wars, épisode VI : Le Retour du Jedi, Les Aventuriers de l'arche perdue)
- 2002 : Richard LaGravenese (PS I Love You, The Fisher King : Le Roi pêcheur)
- 2003 : Frank Pierson (Un après-midi de chien, Luke la main froide)
- 2004 : Barry Levinson (Sleepers, Toys)
- 2005 : Harold Ramis (SOS Fantômes (Ghostbusters), Un jour sans fin)
- 2006 : Shane Black (L'Arme fatale, Kiss Kiss Bang Bang)
- 2007 : John Milius (Apocalypse Now, Conan le Barbare)
- 2009 : Steven Zaillian (La Liste de Schindler, Millénium : Les Hommes qui n'aimaient pas les femmes)
- 2010 : David Peoples (Blade Runner, Impitoyable)
- 2011 : Caroline Thompson (Edward aux mains d'argent, L'Étrange Noël de monsieur Jack)
- 2012 : Eric Roth (Forrest Gump, Révélations, Munich)
- 2013 : Callie Khouri (Thelma et Louise, Nashville)
- 2014 : Jim Sheridan (My Left Foot, Au nom du père)
- 2015 : Brian Helgeland (42, Chevalier)
- 2016 : Nancy Meyers (Le Nouveau Stagiaire, The Holiday)
- 2017 : Kenneth Lonergan (Manchester by the Sea)
- 2018 : Tony Gilroy (Michael Clayton)
- 2019 : Ronald Bass (Rain Man)

#### Lauréats des prix d'excellence en télévision
- 2000 : David Chase (Bienvenue en Alaska, Les Soprano)
- 2001 : Gary David Goldberg (Sacrée Famille, Spin City)
- 2002 : Darren Star (Sex and the City, Beverly Hills 90210)
- 2003 : Tom Fontana (The Jury, Oz)
- 2004 : Garry Shandling (It's Garry Shandling's Show, The Larry Sanders Show)
- 2005 : Mike Judge (Beavis et Butt-Head, 35 heures, c'est déjà trop)
- 2006 : David Milch (New York Police Blues, Deadwood)
- 2007 : Glenn Gordon Caron (Un agent très secret, Médium)
- 2008 : Greg Daniels (Les Rois du Texas, The Office)
- 2009 : Mitchell Hurwitz (The Ellen Show, Arrested Development)
- 2010 : David Simon (Homicide : une année dans les rues meurtrières, Sur écoute)
- 2011 : Hart Hanson (Bones, The Finder)
- 2012 : Chris Carter (X-Files : Aux frontières du réel, Millennium
- 2013 : Vince Gilligan (Breaking Bad, The Lone Gunmen : Au cœur du complot)
- 2014 : Matthew Weiner (Mad Men, Les Soprano)
- 2015 : Norman Lear (All in the Family, The Jeffersons)
- 2016 : Marta Kauffman (Grace et Frankie, Friends)
- 2017 : Keenen Ivory Wayans (In Living Color)
- 2018 : Larry Wilmore (The Bernie Mac Show)
- 2019 : David Benioff et D. B. Weiss (Game of Thrones)